# Валла, Джорджо
Джо́рджо Ва́лла (Giorgio Valla, в латинизированной форме Georgius Valla Placentinus) (ок. 1447, Пьяченца — 23 января 1500, Венеция) — итальянский гуманист. Занимался философией, филологией, медициной (в том числе фармакологией), математикой, риторикой, теорией музыки. Переводил с греческого и комментировал античные тексты по самым разным областям знания — от астрономии до гармоники. Считается первым учёным, который в поисках античного знания о музыке обратился к аутентичным греческим текстам (а не к Боэцию, как делали многие до и после него). Читал в подлиннике Аристоксена, Евклида, Никомаха, Аристида Квинтилиана, Птолемея, Порфирия, Клеонида и Бриенния.

## Жизнь
Изучал греческий у К. Ласкариса в Милане, математику в Падуанском университете у Дж. Марлиани. В 1466—85 преподавал классические языки, философию и литературу в университете города Павия. В 1485 переехал в Венецию, где преподавал латинский язык и античную литературу.

## Сочинения
Главный труд Джорджо Валлы — «О сущностях, к которым надо стремиться и которых следует избегать» («De expetendis et fugiendis rebus opus»), в 49 книгах, был опубликован его приёмным сыном в Венеции в 1501 году. Энциклопедический по охвату, он трактует все дисциплины тривия и квадривия, медицину, физику, поэтику и т. д., и заканчивается этикой и правом. В математических книгах Валла опирался на рукописи трактатов Архимеда и Герона Александрийского, ныне утраченные. Кн. 5-9 содержат трактат «О гармонике» (написан около 1491 года), в котором Валла воссоздаёт картину античной теории музыки по Птолемею, Аристиду и особенно Бриеннию, 2-ю и 3-ю книги трактата которого он прямо включил в свой (латинский) текст. Кроме того, Валла перевёл на латынь и опубликовал «Введение в медицину» Галена (Милан, 1481), «Введение в гармонику» Клеонида, «Деление канона» Евклида (Венеция, 1497), «Проблемы» Александра Афродисийского (Венеция, 1497), «Поэтику» Аристотеля, «О природе космоса и души» Тимея Локрийского (Венеция, 1498), другие трактаты греков по астрономии, математике, медицине. Валла оставил также комментарии к «Топике» Цицерона и «Естественной истории» Плиния.
Несмотря на ошибки в интерпретации некоторых специфических тем греческой гармоники (например, учения о ладах Птолемея), научно-просветительский вклад Дж. Валлы как учёного, стоявшего у истоков итальянского Возрождения, трудно переоценить.
Основной труд Дж. Валлы (возможно, из-за своего огромного формата in folio) в новое время не переиздавался, он также не переведён на современные языки.